# Nils Carstam
Nils Gunnar Carstam, ursprungligen Carlsson, född 13 september 1913 i Växjö, död 28 maj 2014 i Malmö, var en svensk handkirurg.
Carstam avlade studentexamen i Växjö 1932, blev medicine kandidat vid Lunds universitet 1935, medicine licentiat 1941, medicine doktor 1954 och docent i handkirurgi vid Lunds universitet samma år. Han var assistentläkare på Lunds lasaretts kvinnoklinik 1939–1940, extra ordinarie amanuens på Lunds universitets patologiska institution 1941–1942, vikarierande underläkare på Hässleholms och Mölndals lasarett 1940–1942, vikarierande underläkare på Växjö lasaretts kirurgiska avdelning 1942–1943, extra ordinarie amanuens, amanuens och extra läkare på Lunds lasaretts kirurgiska klinik 1944, amanuens 1945 och 1946, amanuens på Lunds lasaretts ortopediska klinik 1947, tredje underläkare vid kirurgiska kliniken på Malmö allmänna sjukhus 1948–1950, blev förste underläkare 1950, biträdande överläkare 1951 och överläkare vid handkirurgiska kliniken på Malmö allmänna sjukhus 1962. Carstam initierade 1973 Svensk handkirurgisk förening och 1979 erhöll han professors namn.